# Patrik C. Höring
Patrik C. Höring (* 3. Juli 1968 in Niedermendig) ist ein deutscher römisch-katholischer Theologe.

## Ausbildung und Wirken
Nach der Schullaufbahn in Siegen und Essen-Kettwig studierte er von 1990 bis 1995 katholische Theologie in Bonn und Luzern. In Bonn wurde er Mitglied der Studentenverbindung KStV Arminia. Von 1995 bis 1998 war er Pastoralassistent in Rothenburg LU. Ab 1998 war er Referent in der Abteilung Jugendseelsorge im Erzbistum Köln. Nach der Promotion zum Dr. theol. 2000 an der Universität Bonn bei Gottfried Bitter CSSp und der Habilitation 2010 ebenda bei Reinhold Boschki hatte er Lehraufträge und Lehrstuhlvertretungen für Praktische Theologie an den Universitäten Köln, Bonn und Siegen inne.
Seit 2009 lehrte er an der Philosophisch-Theologischen Hochschule der Steyler Missionare in Sankt Augustin (heute Kölner Hochschule für Katholische Theologie / KHKT). Dort wurde er 2012 zum ordentlichen Professor für Katechetik und Didaktik des Religionsunterrichts ernannt. Er war bis zur Übernahme der Hochschule durch eine Stiftung des Erzbistums Köln 2020 Schriftleiter des Jahrbuchs der Hochschule und bis 2023 Studienleiter für die Theologische Zusatzqualifizierung für Studierende und Mitarbeitende in der Sozialen Arbeit. Von 2016 bis 2023 nahm er Lehraufträge an der Katholischen Hochschule NRW, Abteilung Köln, wahr und war Mitarbeiter des Instituts für Kinder- und Jugendpastoral im Erzbistum Köln „Religio Altenberg“ sowie  Herausgeber der Reihe Jugend – Kirche – Pastoral. Beiträge des Instituts für Kinder- und Jugendpastoral im Erzbistum Köln „Religio Altenberg“.
Mit dem WS 2023/24 hat Höring den Lehrstuhl für Religionspädagogik mit Katechetik an der Theologischen Fakultät Trier übernommen.
Seine Forschungsschwerpunkte sind: Theorie und Praxis der Jugendpastoral, Didaktik der Katechese, empirische Jugendforschung: Religiosität junger Menschen, pastoraltheologische und sozialethische Fragen im Rahmen von Kirchlicher Kinder- und Jugendhilfe, missionarische Pastoral, Fresh Expressions of Church. Er ist auch Verfasser einer Reihe praktischer Werkbücher zu Themen der Pastoral, insbesondere zur Jugendarbeit, zur Kinder- und Jugendliturgie sowie zu spirituellen Themen.

## Schriften (Auswahl)
- Jugendlichen begegnen. Arbeitsbuch Jugendarbeit (= Praktische Theologie heute. Band 152). Verlag W. Kohlhammer, Stuttgart 2017, ISBN 3-17-032502-7.

- Firmung – Sakrament zwischen Zuspruch und Anspruch. Eine sakramententheologische Untersuchung in praktisch-theologischer Absicht. Butzon & Bercker/Verlag Haus Altenberg, Kevelaer/Düsseldorf 2011, ISBN 978-3-7761-0260-4.
- Jugendpastoral heute. Aufgaben und Chancen. Butzon & Bercker/Verlag Haus Altenberg, Kevelaer/Düsseldorf 2004, ISBN 3-7666-0568-2.
- Jugendlichen begegnen. Jugendpastorales Handeln in einer Kirche als Gemeinschaft (= Praktische Theologie heute. Band 41). Kohlhammer, Stuttgart/Berlin/Köln 2000, ISBN 3-17-015892-9 (zugleich Dissertation, Bonn 1997/1998).
- als Herausgeber: Fridays for Future - Sundays for Church - Always for God? Wie viel Gemeinde braucht die Jugend?. LIT-Verlag, Berlin 2021, ISBN 978-3-643-14895-7.
- als Herausgeber mit Angela Kaupp: Handbuch Kirchliche Jugendarbeit. Für Studium und Praxis (= Grundlagen Theologie). Herder, Freiburg/Basel/Wien 2019, ISBN 978-3-451-38808-8.
- als Herausgeber: Jugendarbeit zwischen Diakonie und Mission. Herder, Freiburg/Basel/Wien 2017, ISBN 3-451-37656-3.
- als Herausgeber: Gott entdecken – Gott bezeugen. Firmkatechese heute. Herder, Freiburg/Basel/Wien 2014, ISBN 3-451-31179-8.
- als Herausgeber mit Bernd Lutz: Christwerden in einer multireligiösen Gesellschaft. Initiation – Katechumenat – Gemeinde. Matthias-Grünewald-Verlag, Ostfildern 2014, ISBN 3-7867-3031-8.
- als Herausgeber mit Bernd Lutz: Christwerden in einer multireligiösen Gesellschaft. Initiation – Katechumenat – Gemeinde. 2. Auflage, Matthias-Grünewald-Verlag, Ostfildern 2015, ISBN 978-3-7867-3031-6.
- als Herausgeber: Brücken durch die Zeit. Soziale Arbeit schreibt Geschichte(n). Verlag Haus Altenberg, Düsseldorf 2012, ISBN 978-3-7761-0279-6.
- als Herausgeber: Firmpastoral heute. Theologischer Anspruch und pastorale Realität. Butzon & Bercker/Verlag Haus Altenberg, Kevelaer/Düsseldorf 2008, ISBN 978-3-7761-0221-5.
- Komplette Publikationsliste